# Gaatkensbult
De Gaatkensbult of Oude Maasheuvel, die officieel de Jan Gerritseheuvel heet, is een kunstmatige heuvel in recreatiegebied Jan Gerritsepolder bij Barendrecht, in de Nederlandse provincie Zuid-Holland. De heuvel is ontstaan tijdens de aanleg van het Barendrechtse deel van de Vinex-wijk Midden-IJsselmonde, in het begin van de 21e eeuw. Dit woongebied ligt in de gemeenten Barendrecht en Albrandswaard. Het Barendrechtse deel van deze wijk locatie heet Carnisselande. De Gaatkensbult is prominent aanwezig ten zuiden van deze woonwijk bij de Oude Maas.
De heuvel bestaat uit een deel van de grond die vrijkwam bij de aanleg van de nabijgelegen bufferopvang voor regenwater, de Gaatkens Plas. De rest van de grond is gebruikt voor de aanleg van de geluidswal van de A15 ten noorden van Carnisselande.

## Kunstwerk
Op de heuvel staat het kunstwerk Sky, Moon, Mirror, Environment uit 2006. Het is ontworpen door cultureel planoloog Arno van der Mark en bestaat uit een ronde holle spiegel van ca 3,5 meter in doorsnede. Afhankelijk van de afstand van de beschouwer tot het kunstwerk reflecteert het de omgeving. Van dichtbij spiegelt het de bezoeker en het omringende landschap in een normale weergave. Als meer afstand tot het object genomen wordt slaat het beeld op een bepaald punt om en toont de spiegel landschap en bezoeker ondersteboven.
Het kunstwerk is onderdeel van een kunstenplan voor Barendrecht-Carnisselande.
Het kunstwerk is in de zomer van 2009 opnieuw bewerkt. Door de holle spiegel ontstond er een brandpunt zodra de zon scheen, en als oplossing is hiervoor bedacht dat er nog een (bolle) plaat bovenop werd gelast. Het is nu een bolle spiegel.